# Purgatory Afterglow
Purgatory Afterglow — четвёртый студийный альбом шведской дэт-метал-группы Edge of Sanity, выпущенный 1 октября 1994 года на лейбле Black Mark Productions. В отличие от предыдущих альбомов, Purgatory Afterglow был практически полностью написан лидером группы Даном Сванё. Альбом выдержан в стилистике мелодичного дэт-метала и содержит эксперименты Сванё с жанром, одним из результатов которых стала готик-метал-песня «Black Tears», ставшая в дальнейшем самой известной песней коллектива. Purgatory Afterglow был высоко оценён слушателями и музыкальными критиками, некоторые из которых признавали альбом лучшим в дискографии группы.

## Об альбоме
Purgatory Afterglow является первым альбомом Edge of Sanity, практически единолично написанным Даном Сванё, про что он говорил: «Я думаю, что Purgatory Afterglow для меня был моментом, когда я почувствовал, что могу сделать это в одиночку». Это было связано с тем, что Сванё стремился к большему экспериментированию с жанрами, тогда как остальная группа тяготела к традиционному дэт-метал-звучанию ранних альбомов и не всегда поддерживала идеи фронтмена, из-за чего Edge of Sanity стала походить на сольный проект вокалиста, а между музыкантами начали возникать конфликты. Сванё в поздних интервью признавался, что подобная атмосфера в коллективе начала созревать ещё с момента записи предыдущего полноформатного альбома The Spectral Sorrows.
Тем не менее на момент выхода лонгплея в свет грядущий раскол ещё не был очевиден. Хотя фронтмен шведского квинтета и написал семь из десяти песен диска, дополнительные идеи привносили и другие музыканты. Так в трёх из вышеуказанных семи композиций Андреас Акселлсон числится соавтором Сванё, он же, наряду с ударником Бенни Ларссоном, чаще других занимался аранжировкой песен альбома. Кроме того, Акселлсон лично написал пару треков для Purgatory Afterglow, а замыкающий пластинку трек «Song of Sirens» создавался авторским трио Сванё-Акселлсон-Нерберг. Последние исполнили на ней также основные вокальные партии. Как и предыдущие записи группы, эта записывалась в Эребру, в собственной студии Сванё, владелец Black Mark Productions Бёрье Форсберг уже не вмешивался в производственный процесс, ограничившись ролью исполнительного продюсера. К художественному оформлению четвёртого полноформатника был привлечён известный шведский график и музыкант Кристиан Волин, фигурировавший на обложке под псевдонимом Некролорд, а участники Edge of Sanity были представлены там графическими символами:  — Дан Сванё,  — Андреас Акселлсон,  — Сами Нерберг,  — Андерс Линдберг,  — Бенни Ларссон. Изначально альбом реализовывался только в формате компакт-диска, в некоторых странах — на компакт-кассетах и только в переизданиях XXI века появился в виде виниловых пластинок. Японская версия отличалась наличием двух дополнительных песен, обе взяты из предыдущего миньона, не поступавшего на японский рынок.
Purgatory Afterglow посвящён погибшему фронтмену Nirvana Курту Кобейну, о чём свидетельствует соответствующая надпись в буклете компакт-диска. Отвечая на вопрос, почему дэт-метал-группа посвятила свою работу гранж-вокалисту, Сванё отвечал, что ему нравилась Nirvana до того, как стала популярной, и когда гитарист Entombed Уффе Седерлунд прислал ему дебютный альбом Кобейна Bleach, для фронтмена Edge of Sanity он показался «окончательным сплавом рока и дэт-метала».
Музыкально альбом продолжает эксперименты с жанром, проведённые в The Spectral Sorrows и Unorthodox. Открывающая песня «Twilight» начинается с меланхоличного вступления на синтезаторе и чистого вокала Сванё, переходя в среднетемповый мелодичный дэт-метал с гроулингом. В середине песни присутствует интерлюдия, схожая по настроению со вступлением, также использующая синтезатор и чистый вокал. В песне «Blood-Colored» Сванё продолжает чередовать чистый вокал и гроулинг. Гитарную работу часто сравнивали с гётеборгской мелодик-дэт-метал сценой, отмечая значительный рост группы в плане сочинения мелодий и риффов. Помимо этого, Purgatory Afterglow содержит традиционные агрессивные дэт-метал-песни, такие как «Of Darksome Origin», «Silent» или «Elegy», в которых нередко используется бласт-бит.
Отдельно на альбоме выделяется трёхминутная песня «Black Tears», не использующая сложных структур и целиком спетая чистым вокалом. Многие критики относили «Black Tears» к готик-металу, а Эдуардо Ривадавия писал, что она «настолько приближена к коммерческой сентиментальности, насколько дэт-метал когда-либо делал это». В настоящее время она считается одной из самых известных песен как в дискографии Edge of Sanity, так и в карьере Дана Сванё в целом, и группы Eternal Tears of Sorrow и Heaven Shall Burn впоследствии запишут её кавер-версии.

## Отзывы критиков
| Оценки критиков | Оценки критиков |
| Источник        | Оценка          |
| --------------- | --------------- |
| AllMusic        | [ 11 ]          |
| Metal Hammer    | [ 13 ]          |
| Laut.de         | [ 4 ]           |
| Powermetal.de   | без оценки      |
| Rock Hard       | [ 14 ]          |
| Ultimate Guitar | [ 10 ]          |

Альбом получил восторженные отзывы как современников, так и ретроспективных критиков, единодушно выставивших ему максимальные оценки или приближённые к ним. Редактор немецкого журнала Rock Hard Франк Альбрехт в своей рецензии 1994 года назвал Purgatory Afterglow «выдающимся альбомом», который использует тот же подход, что и The Spectral Sorrows — смешение различных музыкальных стилей, органично скрещенных друг с другом. Рецензент отметил большое количество мелодичных гитарных проигрышей, сочетающихся с классическим звучанием шведского дэт-метала, и, по его мнению, группа даже привнесла некоторые элементы блэк-метала.
Эдуардо Ривадавия из AllMusic поставил альбому четыре с половиной звезды из пяти возможных. Он писал, что ещё к моменту выпуска своего четвёртого альбома группа уже имела репутацию «одной из самых захватывающих, смелых и новаторских групп в дэт-метале», а на Purgatory Afterglow музыканты «достигли идеального, тонкого баланса крайностей». Он положительно отзывался о способности Edge of Sanity сочетать «яркую, насыщенную бласт-битом дэт-металлическую атаку с мелодичными пассажами поразительной красоты». По его словам, сочетание гроулинга и чистого вокала Сванё под разнообразную инструментальную подложку позволяет альбому преподносить сюрпризы слушателю, отдельно отметив песни «Of Darksome Origin», «Silent», и «Velvet Dreams». Ривадавия предположил, что «Twilight», с её резкими перепадами настроения и динамики, могла послужить вдохновением для дебютного альбома Opeth — Orchid.
Стефан Йоханнесберг из немецкого интернет-издания Laut.de назвал открывающий трек «Twilight» сочетанием всего лучшего, что когда-либо было создано Edge of Sanity, как в музыкальном плане, так и в плане написания текстов. Рецензент высказывал восхищение разнообразным наполнением альбома, отметив в нём влияния мелодичного дэт-метала, дэт-дум-метала и блэк-метала. По его мнению, если бы не отсутствие живых выступлений и разногласия внутри группы, Edge of Sanity смогли бы достигнуть такого же успеха и известности, как их коллеги Amorphis и Entombed. Рецензент сайта Powermetal.de Райнер Райтель считает, что на Purgatory Afterglow группа достигла своего пика, предвосхитив расцвет гётеборгского мелодик-дэт-метала, и называл его одним из десяти лучших релизов европейского дэт-метала.
В 2014 году журнал Guitar World включил пластинку в список «50-ти альбомов, определивших 1994 год». По оценкам пользователей сайта Metal Storm Purgatory Afterglow входит в списки 20 лучших альбомов 1994 года и 100 лучших дэт-метал-альбомов.

## Список композиций
Слова и музыка всех песен — Дан Сванё, за исключением треков 7 и 8, написанных Андреасом Акселлсоном и трека 10, написанного Сванё, Акселлсоном и Сами Нербергом.
| №                   | Название                     | Длительность |
| ------------------- | ---------------------------- | ------------ |
| 1.                  | «Twilight»                   | 7:51         |
| 2.                  | «Of Darksome Origin»         | 5:02         |
| 3.                  | «Blood-Colored»              | 4:00         |
| 4.                  | «Silent»                     | 5:05         |
| 5.                  | «Black Tears»                | 3:15         |
| 6.                  | «Elegy»                      | 3:57         |
| 7.                  | «Velvet Dreams»              | 7:10         |
| 8.                  | «Enter Chaos»                | 2:24         |
| 9.                  | «The Sinner and the Sadness» | 3:06         |
| 10.                 | «Song of Sirens»             | 2:33         |
| Общая длительность: | Общая длительность:          | 44:23        |

| №                   | Название              | Длительность |
| ------------------- | --------------------- | ------------ |
| 11.                 | «Until Eternity Ends» | 3:58         |
| 12.                 | «Eternal Eclipse»     | 2:52         |
| Общая длительность: | Общая длительность:   | 51:13        |

## Участники записи
Он не получился безбашенным и брутальным, как мы растрепали всем своим поклонникам. Конечно, дабы немного разрядить обстановку, мы запихнули в альбом такие зверские штучки как «Of Darksome Origin», «Elegy», «Silent» и «Enter Chaos», однако всё это было щедро разбавлено теми самыми вещами, которым не хватило место на Until Eternity Ends…Да, бывает и такое… Но… С альбомом 1994 года мы наконец добились большого коммерческого успеха. Диск разошёлся по всему миру, особенно когда японская компания JVC взялась за его распространение. Между тем обложка, которую мы заказали, получилась вовсе не такой, как мы задумывали. Нам нужны были вздымающиеся языки пламени Ада, Содом и Гоморра, горы… ну в общем, полный комплект… Похоже, никого не волновало, что хотели мы!
Edge of Sanity
- Дан Сванё — ведущий вокал, клавишные (песни 1, 5), соло-гитара (песни 3, 4, 5), дополнительная гитара (песни 6, 9), акустическая гитара (песня 5), сведение, звукоинженер
- Андреас Акселлсон (в титрах к альбому указан как Dread) — ведущий вокал (песня 10), бэк-вокал (песни 2, 7), соло-гитара (песня 8), ритм-гитара, дополнительная гитара (песня 7)
- Сами Нерберг — ведущий вокал (песня 10), соло-гитара (песня 8), ритм-гитара
- Андерс Линдберг — бас-гитара
- Бенни Ларссон — ударные

Производственный персонал
- Бёрье «Босс» Форсберг — исполнительный продюсер
- Питер Ин Де Бету — мастеринг
- Некролорд[англ.] — обложка

## Комментарии
1. ↑  Как художник в 1990-е годы стал известен созданием массы логотипов и обложек культовых работ таких скандинавских исполнителей как At the Gates, Bathory, Cemetary, The Crown of Thorns, Dark Funeral, Dark Tranquillity, Dismember, Dissection, Ebony Tears, Emperor, Godgory, King Diamond, Lake of Tears, Raise Hell, Therion, Tiamat, Witchery, Wuthering Heights и многих других. Как музыкант отметился участием в Diabolique и сайд-проекте вокалиста At the Gates — The Great Deceiver[англ.][6].